# Krinitsa (Tijoretsk, Krasnodar)
Krinitsa (del ruso: Криница) es un jútor del raión de Tijoretsk del krai de Krasnodar, en Rusia. Está situado en las llanuras de Kubán-Priazov, en la orilla derecha del río Tijonkaya, tributario del Chelbas, frente a Tijonki, 11 km al nordeste de Tijoretsk y 128 km al nordeste de Krasnodar, la capital del krai. Tenía 41 habitantes en 2010
Pertenece al municipio Fastovetskoye.

## Transporte
La estación de ferrocarril más cercana está en Tijoretsk.
La carretera federal M-29 Cáucaso Pávlovskaya-frontera azerí pasa al este de la localidad.